# Пак Син Хван
Пак Син Хван (кор.: хангиль: 박승환) — корейський військовий офіцер і борцем за незалежність Корейської імперії. Після самогубства він був відомий тим, що спровокував битву при Намдемун у відповідь на розпуск корейської армії після японсько-корейського договору 1907 року та зречення імператора Коджона.

## Життєпис

Картина маслом із зображенням самогубства Пак Син Хвана. Намальований Парком Кі-Те в 1976 році.

Він народився 7 вересня 1869 року в Хансоні, Кьонгі, як старший із трьох дітей Пак Джу Пьо та Нам'ян Хонга.
У 1887 році він склав іспит в Мугва і 28 вересня 1896 року вступив до Військової академії Корейської імперії. Ї Хак Гюн, директор академії, був націоналістом, який виступав проти японського впливу, що вплинуло на переконання Пака. Він закінчив навчання 21 березня 1897 року і отримав звання другого лейтенанта Корейської імператорської гвардії. Згодом, 11 листопада 1899 року він отримав звання лейтенанта і був призначений командиром взводу 2-го батальйону 1-го Сівійського полку, а 23 липня 1900 року він отримав звання капітана і прийняв командування 1-ю ротою 1-го Циньвійського полку. Потім 14 серпня 1900 року він прийняв командування ротмістром 1-го Сівійського полку. 15 лютого 1904 року Пар отримав звання майора і став командиром 1-го батальйону 1-го полку Сіві.

Під час служби командиром 1-го батальйону 1-го полку Сіві він увійшов до палацу, коли імператор Коджон був насильно забраний японцями в 1907 році, і спробував відновити трон, але він зупинився, оскільки боявся завдати шкоди королю Коджону. 1 серпня 1907 року він зібрав офіцерів вище командира батальйону або вище в японському військовому штабі, щоб розпустити армію. Після цього Пак покінчив життя самогубством із пістолета та написав передсмертного листа, у якому було сказано:
Я не міг захистити свою країну як солдат і не міг показати свою вірність як слуга. Храм Джонгмьо та Саджік вже були зруйновані, а оборона країни, відповідно, зникла. Оскільки я солдат, я не можу дозволити собі жити в мирі.
Коли стало відомо про самогубство Пака, деякі солдати 1-го Чамрьон під його керівництвом розлютилися і почали антияпонське повстання, яке призвело до битви при Намдемун. Після придушення повстання японський імперський уряд очорнив самогубство Пака. У 1909 році Ан Чун Гин убив Іто Хіробумі на станції Харбіна, щоб помститися за смерть Пака.

### Спадщина
Після його смерті в 1962 році уряд Південної Кореї його посмертно нагородив президентським орденом «За заслуги перед національним фондом». У серпні 2003 року він був обраний національним діячем Південної Кореї.

### Сім'я
У Пака був син Пак Чон-Хуп і двоє онуків Пак Де Чон і Пак Ван Чон.

## У масовій культурі
Його заява та акт самогубства зображені в південнокорейському телесеріалі 2018 року «Містер Сонячне світло», як і битва при Намдемун.